# Casino Venier
Le Casino Venier se situe dans le sestiere de San Marco, dans les Mercerie de Venise, non loin de l'église San Salvador entre le Rialto et la place Saint-Marc.

## Le Casino vénitien
L’origine du mot casino (piccola casa, petite maison) ou ridotto (vient de ridursi, c’est-à-dire se rendre) donne une idée de ce qu’étaient ces lieux : de petits locaux, accueillants, intimes, où rencontrer les amis après le théâtre. Les casini sont nombreux à Venise dès le XVIe siècle, mais c’est au XVIIIe siècle qu’ils rencontrent un véritable succès : en 1744 on en comptait bien 118, presque tous dans les environs de la place Saint-Marc. Ce sont des lieux de retrouvailles, d’amusement, parfois de débauche, et même de vrais salons littéraires. On y pratique le jeu de hasard, on y danse, on y fait des rencontres galantes, mais on y parle aussi de théâtre et de la nouvelle philosophie venue de France.

## Organisation du Casino Venier
Du point de vue architectural et décoratif, le Casino Venier est l’un des plus caractéristiques. C’était un ridotto de jeu et de conversation, propriété du procurateur Venier mais utilisé par sa femme, Elena Priuli, noble dame cultivée et raffinée. Il se trouve entre le Rialto (cœur commercial de la ville) et Saint-Marc (centre politique), à l’étage d’un immeuble peu voyant. La disposition des pièces répète en plus petit la typologie des palais vénitiens, avec un salon central d’où se déploient symétriquement les autres pièces. Dans la seconde pièce de droite se trouve le liagò, petit balcon couvert en fer forgé présentant le blason Venier, qui permet, du haut, de voir sans être vu.
La décoration intérieure, des années 1750-1760, a été conservée intacte jusqu’à nos jours, avec les sols originaux en marbre. Les stucs et les fresques aussi sont originaux, ainsi que les miroirs et les cheminées, les portes en précieux palissandre et les poignées et serrures de bronze.
Caché dans le pavement de marbre de la pièce d’entrée, un judas permet de surveiller qui s’apprête à entrer : parfait instrument pour protéger l’intimité de ce lieu. Derrière la pièce d’entrée se trouve une petite pièce munie de caissons en bois ajouré et doré : il s’agit probablement de la salle des musiciens qui, cachés, jouaient pour les hôtes. Leur musique se diffusait ainsi à travers les grilles, qui servaient probablement aussi à épier ce qui se passait dans le salon. L’intérieur du Casino Venier a nécessité de nombreuses œuvres de consolidation et de nettoyage, qui ont été rendues possibles grâce à l’intervention du Comité français pour la sauvegarde de Venise qui, dans les années 80, a financé les travaux de restauration, et à celle de l’Unesco, dont la contribution a permis de ramener à la lumière les fresques, en 1992.
Le Casino Venier est, depuis 1987, le siège de l’Association culturelle italo-française / Alliance française.